# Taranis

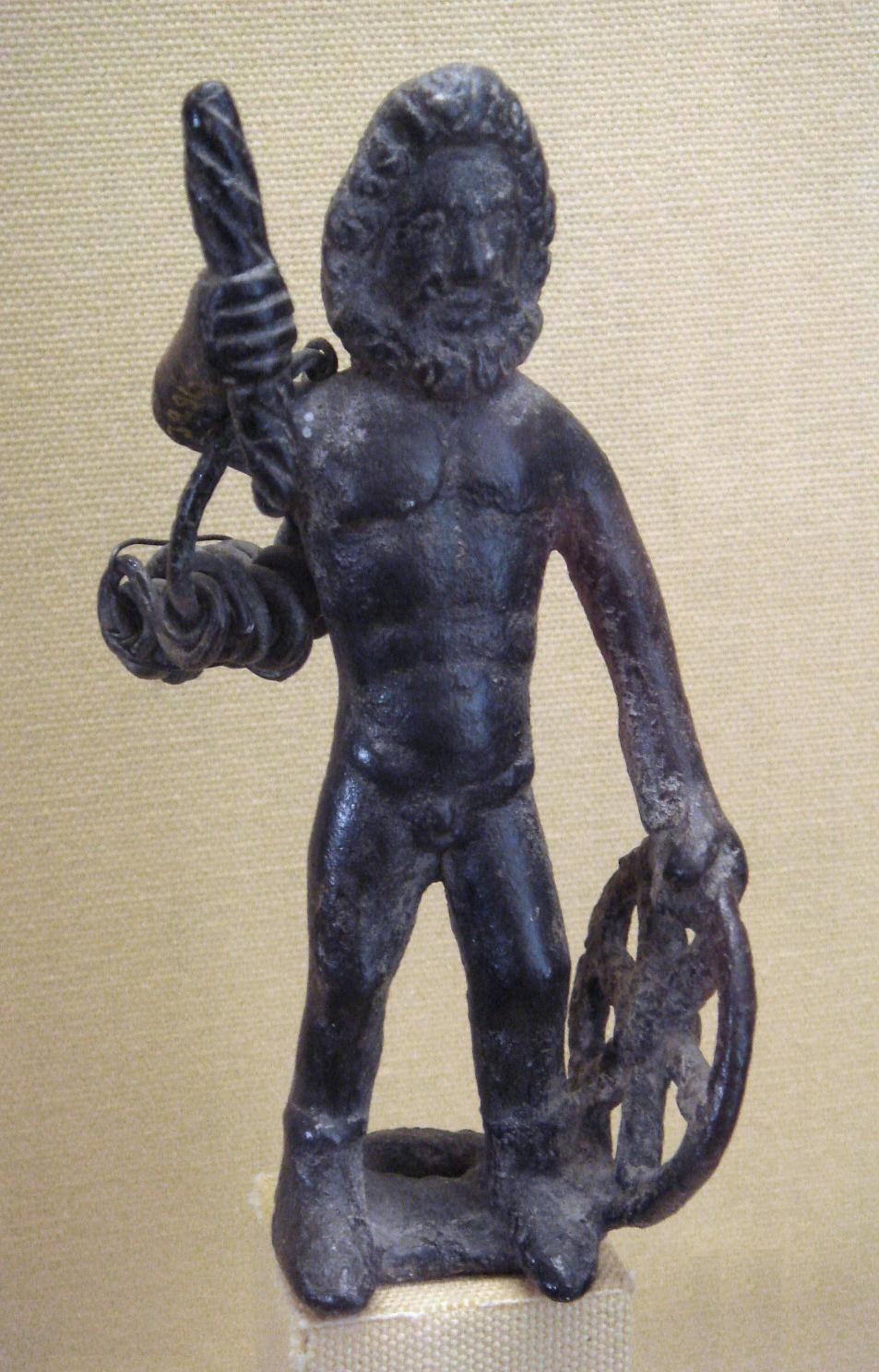
Taranis

Taranis (keltiska för åska) är en kraftfull himmelsgud i keltisk mytologi som härskar över blixten och jämställs med Jupiter inom romersk mytologi. Taranis har hjulet samt blixten som kännetecken och avbildas ibland som en häst med människohuvud. Lucianus skildrar Taranis tillsammans med Esus och Teutates. Taranis beskrivs som en grym gud till vilken både människor och djur burits fram som brännoffer.